# 호리에 다카후미

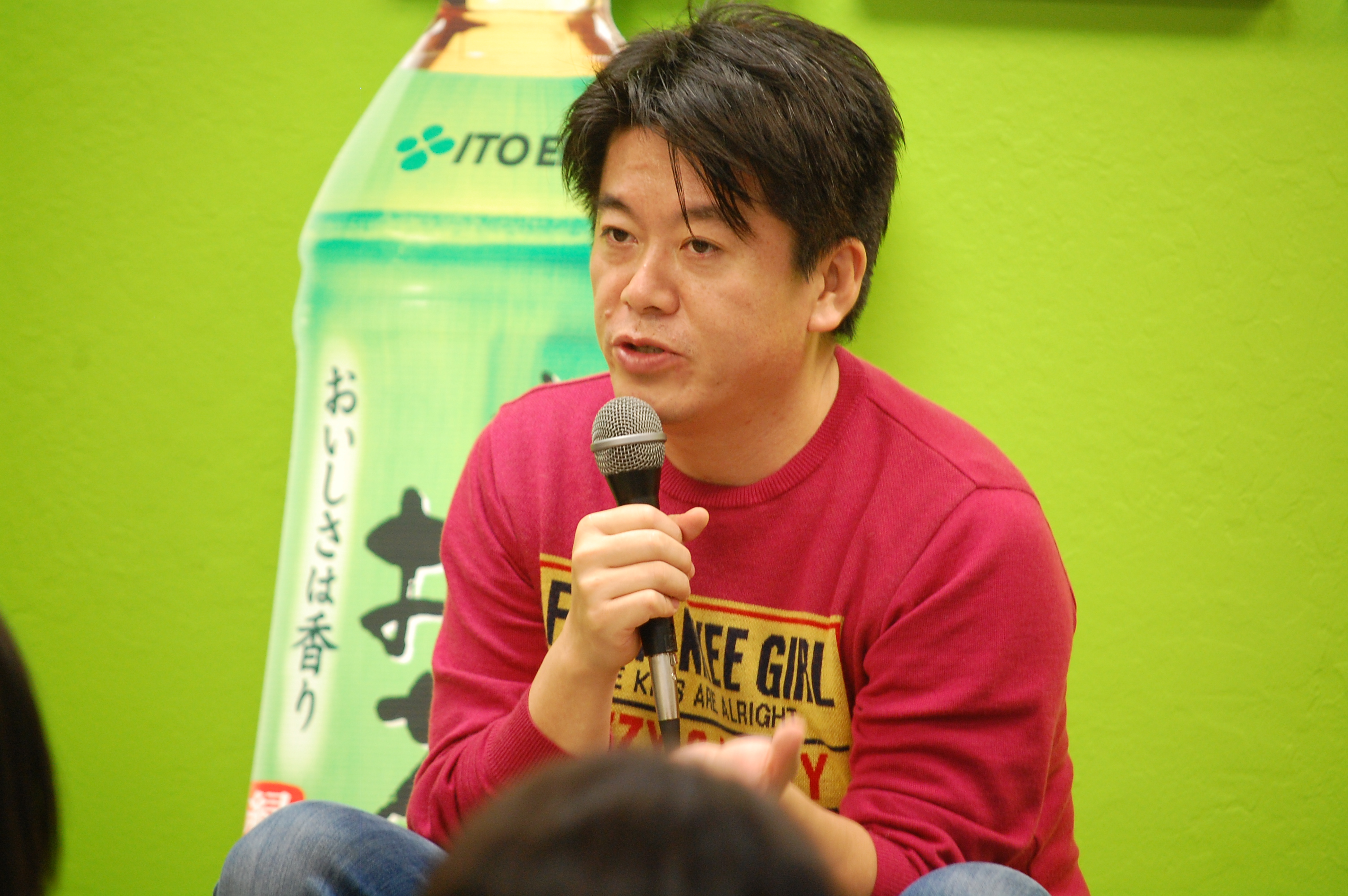
호리에 다카후미(2014년)

호리에 다카후미(일본어: 堀江貴文, 1972년 10월 29일~)는 일본의 기업인으로, 인터넷 기반 기업인 주식회사 라이브 도어의 전 CEO를 역임하였다. 통통한 체격과 호감있는 인상에서 호리에몽(호리에+도라에몽)라는 애칭을 갖고 있다.

## 이력
후쿠오카현 야메시에서 평범한 샐러리맨 가정에서 태어났다. 구루메대 부설 중고를 졸업하였으며, 기업인 손정의는 동문으로 그의 선배에 해당한다.
도쿄 대학 재학 중 웹사이트 제작회사인 "온 더 에지"를 자본금 600만엔으로 설립하여 벤처기업으로서 사업을 시작하였고, 2002년 경영이 파탄난 옛 웹기반 기업인 라이브 도어의 경영권을 획득하였다. 2004년에는 당시 경영간에 있던 프로야구 구단 오사카 긴테쓰 버펄로스를 인수하려고 했으나, 실패한다. 이 때, 그의 인지도는 대폭 상승한다. 기업인수합병으로 덩치를 키워간 호리에의 라이브 도어는 2005년에는 후지테레비의 주요 자회사인 닛폰 방송의 주식을 대거 사들여 최대주주가 되어 인수를 추진, 이해 일본의 최대 이슈메이커로 떠올랐다. 승승장구하고 있다고는 하나, 웹 기반 기업의 30대 기업주가 거대언론을 인수하려고 했다는 발상이 일본사회에서는 신선한 충격으로 받아들여졌기 때문이다. 이 당시, 닛폰 방송의 주식점유를 놓고,후지테레비측과 호리에 측이 매번 공방을 벌이는 모습이 TV를 통해 방영, 호리에는 상대의 반응에 "상정범위내(想定の範囲内)"라고 응수함으로써 유행어가 되었다.
그러나, 2005년 4월 후지측과 극적으로 화의가 성립하여 라이브 도어의 보유주식을 후지측에 넘겨 라이브 도어는 약 1400억엔의 수입을 거둬들였다. 2005년 8월에는 중의원 해산과 더불어 실시된 총선거에 자민당 공천으로 입후보하여 자민당 이탈파인 가메이 시즈카 후보와 히로시마 6구에서 격돌하게 되었으나, 튼튼한 조직을 갖고 있던 가메이에게 패배하여 낙선한다. 자민당 소속으로 출마하였으나, 자유 분방한 태도와 "일본의 국가원수가 천황제로 규정되어 있는 헌법에 위화감을 느낀다", "대통령제가 바람직하다"등의 정견발표등에 의해 자민당 내부로부터 비판을 받았다. 절정을 구가하던 호리에는 2006년 1월, 도쿄 지검 특수부에 의해 증권거래법 위반혐의로 조사를 받은 후 체포, 이후 피의자신분으로 전락한다. 2007년 3월 1심 공판에서 징역 2년 6개월의 실형을 선고받았으나, 다음날 항소, 보석금 2억엔을 납부하고 재보석이 되었다가, 2011년 징역형 확정으로, 1년 9개월을 복역했다. 2013년 가석방된 후로 수십 개의 사업에 관여하고 있으며, TV 방송에 활발히 출연하고 있다.

## 사생활
현재는 작가 겸 탤런트이자 전직 AV 배우인 오시마 카오루와 사귀고있다고 한다.